# Stapelerweg 12
In het Reestdal staat aan de Stapelerweg 12 in De Wijk een daglonerswoning uit de 19e eeuw. Het pand is in 1985 aangewezen als rijksmonument.

## Geschiedenis
Wanneer de woning exact gebouwd is, is niet bekend. Volgens Ronald Stenvert zou het rond 1890 moeten zijn. Zeker is dat het een 19e-eeuws pand is. Wel is bekend dat het aan het begin van de 20e eeuw niet voldeed aan de nieuwe Woningwet en dat er daarom aanpassingen aan de woning gedaan werden. Door deze aanpassingen kon sloop voorkomen worden. In 1985 werd het pand gebruikt als schoenmakerswerkplaats.

## Exterieur
Het huis is opgetrokken in bakstenen, met in het noordelijke deel een houten stalgedeelte. Het geheel staat onder een schilddak, met de nok evenwijdig aan de weg, gedekt met pannen. De schoorsteen steekt uit de nok. Het schild aan de achterzijde (westelijke gevel) is verder naar beneden doorgetrokken dan de overige schilden.